# Murtajih
Murtajih is een bestuurslaag in het regentschap Pamekasan van de provincie Oost-Java, Indonesië. Murtajih telt 5315 inwoners (volkstelling 2010).